# معزز إرسوي
خديجة يلديز ليفانت (اسمها الفني: معزز أرسوي) (بالتركية: Muazzez Ersoy)‏، (ولدت 9 أغسطس 1958، أوزون كوبرو، أدرنة)، فنانة الموسيقى التركية الكلاسيكية. وقد حصلت على لقب فنانة الدولة وذلك من خلال توصية من وزارة الثقافة في حكومة تركيا الثالثة والثلاثون وذلك خلال عام 1998  ، وقد عرفت بلقب  الملكة  بعد ذلك.
وقد اختيرت  كسفيرة للنوايا الحسنة  ، وذلك من خلال منظمة الامم المتحدة للاجئين في عام 2006.

## حياتها
عاشت سنوات طفولتها وشبابها في حي  قاسم باشا بإسطنبول، وقد بدأت بالاهتمام بالموسيقى من صغرها، وكانت والدتها هي الملهمة الفنية لها والمشجع لها دائما على تعلم الموسيقي والأبداع فيها. وقد أثرت عاطفة والدتها عليها طوال سنوات شبابها، وسنوات المراهقة. وبعد انهاء دراستها بالمرحلة الأعدادية قررت الاستمرار بأخذ دروس الموسيقى، واستكمال تعليمها الموسيقى.
وقد بدأت بأخذ دروس الموسيقى مع كل من أيرفان اوزباكير، باكى دويارلار. وقد أنفقت الكثير من الأموال من اجل دروس الموسيقى، وعملت من ناحية أخرى على ادخار بعض الاموال التي كسبتها  من اجل الانفاق على هذه الدروس.
وتزوجت معزو أرسوى في سن صغير في عام 1974. وبهذا الزواج أنجبت ابنها اندر. وبعد انفصالها عن زوجها استمرت في أخذ دروس الموسيقى.

## عملها الموسيقي
ظهرت معزز أرسوى لأول مرة على خشبة المسرح في كازينو بمبى كوشك في أسطنبول عام 1982. وفي ذلك الوقت فقد انضمت الي امتحان القبول بقناة تي ري تي بأنقرة، ولكنها لسوء الحظ لم تقبل في هذا الوقت. وفي عام 1989 فقد بدأت بالعمل مع الفنان القدير جاهد اوناى إحدى العاملين في ردايو تي ري تي بانقرة. وبارسال أرسوى في عام 1990 إلى تي ري تي، فقد تخطت التجارب بالاثار القيمة التي قدمتها وحازت على إعجابهم، وبدأت بالغناء إلى المستمعين خلف الشاشة. وقد ألتقت معزز أرسوى مع مستمعين الألبوم المعروف بأسم (كل ما أفعله لك).
وعقب ذلك فقد أصدرت ألبومها الثاني وهو (كل شئ من أجلك)، وبعد ذلك قد حققت نجاحاً كبيراً من خلال العمل المسمى (نحبكم) بالاتفاق مع شركة الإنتاج الموسيقى راكس. وبهذا الألبوم فقد عملت مع العديد من الفنانين مثل سلجوق تكاى، على أحسان قساطش.
وقد قامت أرسوى بكسر كل الأرقام القياسية وذلك من خلال تسجيلات المبيعات والأرباح لألبوم (هذه هو الحرمان منك)، وكان هذا هو الألبوم الثانى لها من خلال شركة نشنى للإنتاج الموسيقى، واعتبارا من هذا العمل فقد بدأت بعمل الدراسات العليا في الأعمال الموسيقية مع قساطش.
وقد عرفت بعدها أرسوى وموسيقتها باسم (الملكة بدون تاج)، وقد قامت بعدها بتوقيع أولى العقود من اجل إنتاج أعمال موسيقى النوستاليجا وذلك من خلال ألبوم (نوستالجيا 1). وقد حصلت بعدها على العديد من اللوائح الموسيقية الشهيرة وذلك من خلال العديد من الأعمال الموسيقية التي اتمتها مع عثمان أشمن الموسيقى المشهور، وكانت هذه الأعمال هي (أنت كسرت قلبى)، (اليمن)، (لا اتذكر اسمك)، (لا احب العيون السود).
وقد عملت على استخدام الموسيقى التركية في اعمالها، وقد قدمت العديد من الاثار للفنانيين مثل أورهان جنجباى، سوات ساين بجانب الفنانيين الكبار مثل صلاح الدين بينار، سعد الدين كيناك. وقد حققت الكثير من المبيعات ورفع أسهم اعمالها وكسرها الارقام القياسية وذلك من خلال نجاح أعمالها في كل انحاء البلاد.
وبعد نجاح ألبوم (نوستاليجا 1) واعجاب الجمهور به، فقد قررت تقديم العديد من الالبومات مثل (نوستاليجا 2، نوستاليجا 3)، وقد حققت بهما العديد من النجاحات ورفعت أسهمها في الفن التركى. وقد سقطت منها بعض الاغانى بسبب نوع الموسيقى مثل: (قانون العشق)، (عيون العشق الضاحكة)، (أنتهت اللعبة)، (الصديق في وقت الشدة صعب) (غيور).
وبعد فترة قصيرة فقد قدمت المطربة معزز أرسوى لمعجبيها ومشجعيها ألبومات (نوستاليجا 4، نوستاليجا 5). وقد قامت معزز أرسوى بتقديم أنواع جديدة من الأغانى مثل الأغانى الشعبية، وعلقت على نوعية هذه الاغانى.
وبجانب نشرها للألبومات على شكل سديهات وكاسيت، فقد قدمت أيضا ألبوم (نوستاليجا 6). وبعدها قامت بتوقيع عقد من اجل الخروج بميعات ل 3 ألبومات في نفس الوقت علي هذا الشكل. وكانت هذه هي المرة الأولى في تركيا التي يخرج فيها فنان بثلاث ألبومها مرة واحدة. وقامت معزز أرسوي في ألبومها (نوستاليجا 6) بالتعليق على الآثار التي قدمها من أجل الموسيقى التركية الكلاسكية، وقد قدمت احترامها واعجابها بسادة الموسيقى مثل سكيب أيهان أوزشك، إسماعيل ديدى أفندى، فالى ديدى، أيرول سايان.
وقد قدمت معزز أرسوى النوستاليجا من خلال 12 ألبوم، وقد حققت من خلال هذه الألبومات مبيعات وصلت الي 15 مليون نتيجة للإعجاب الكبير بسلسلة النوستاليجا المقدمة. وخاصة في الفترة من 1995-2000 فقد سددت العديد من الضرائب في هذه الفترة. وقد منحت العديد من الذهب، والبلاتين من خلال هذه الألبومات ومن نجاحتها والجوائز التي حصلت عليها. وقد حصلت معزز ارسوى على العديد من الجوائز من المنظمات المختلفة.
وفي عام 1998 فقد كوفأت بجائزة (فنانة الدولة) والذي قدمها لها رئيس الجمهورية سليمان دميرل، وذلك باقتراح من وزارة الثقافة والسياحة. وفي عام 2005 فقد حصلت على لقب سفيرة النوايا الحسنة، والذي سلمه لها مفوض الأمم المتحدة السامى لشؤون الاجئين. وقد حصلت على العديد من الجوائز من خلال تقييم أفضل فنانة امرأة في العديد من الأعوام، وذلك من خلال جائزة موسيقى الفيديو لتلفزيون كرال.
وقد حققت معزز أرسوى مبيعات كبيرة إلى حد ما، وذلك من خلال تقديمها لسلسلة النوستاليجا، وقد قدمت من خلالها العديد من الأغانى الأصلية مثل (أبقى هذه الليلة)، (اتفقنا؟)، وقد أفسح المجال للعديد من الأغانى مثل: (كسر القلب، لننفصل، الانتظار، لا أحب عيونى السوداء، قانون العشق، ورود الجوز).
كان اسمها الحقيقى هو خديجة يلدز ليفانت. وبسبب حبها وأعجابها بكل من الموسيقى التركية الخاصة بالفنانة والمبدعة معزز ابجى، وبوليت أرسوى، فقد أطلقت على نفسها أسم معزز أرسوى وعرفت به في المسرح، والأوساط الفنية. وقد ألتقت بالعديد من معجبيها  في برنامج نجم المساء بموسيقى تي ار تى. وقد قدمت برنامج المسابقات بالحظوظ في تى جى ار تى.

## ألبوماتها
| العام | الألبوم                | البيع            | النشر              |
| ----- | ---------------------- | ---------------- | ------------------ |
| 1991  | من لا يحبها            | 400.000          | ألينور بلاك        |
| 1992  | أنت كل شئ              | 600.000          | ألينور بلاك        |
| 1993  | احبك                   | 500.000          | موسيقى راكس        |
| 1994  | هذه هي الوحدة          | 500.000          | موسيقى ليفانت      |
| 1995  | نوستاليجا              | 1.200.000        | موسيقى ليفانت      |
| 1996  | نوستاليجا 2            | 1.700.000        | موسيقى ليفانت      |
| 1997  | نوستاليجا 3            | 1.100.000        | موسيقى ليفانت      |
| 1998  | نوستاليجا 4-5-6        | 3.500.000        | موسيقى ليفانت      |
| 1999  | نوستاليجا 7-8-9        | 2.000.000        | موسيقى ليفانت      |
| 2000  | نوستاليجا 10-11-12     | تقريبا 1.000.000 | موسيقى ليفانت      |
| 2002  | من أجلك                | +300.000         | دى ام جى           |
| 2004  | أحبك                   | 210.000          | الموسيقى الأوروبية |
| 2006  | ناكور                  | 70.000           | الموسيقى الأوربية  |
| 2007  | النوستاليجا من الملكية |                  | موسيقى اونجو       |
| 2010  | موزيك                  |                  | موسيقى أونجو       |
| 2013  | تعال بالاغانى          |                  | دى ام اجى          |

## الروابط الخارجية
- معزز إرسوي على موقع IMDb (الإنجليزية)
- معزز إرسوي على موقع ميوزك برينز (الإنجليزية)
- معزز إرسوي على موقع ديسكوغز (الإنجليزية)
- معزز إرسوي على موقع قاعدة بيانات الفيلم (الإنجليزية)

Resmî site
Muazzez Ersoy, biyografi
Internet Movie Database'te Muazzez Ersoy
MusicBrainz artist icon MusicBrainz'de Muazzez Ersoy diskografisi
SinemaTürk'de Muazzez Ersoy